# CEGEP

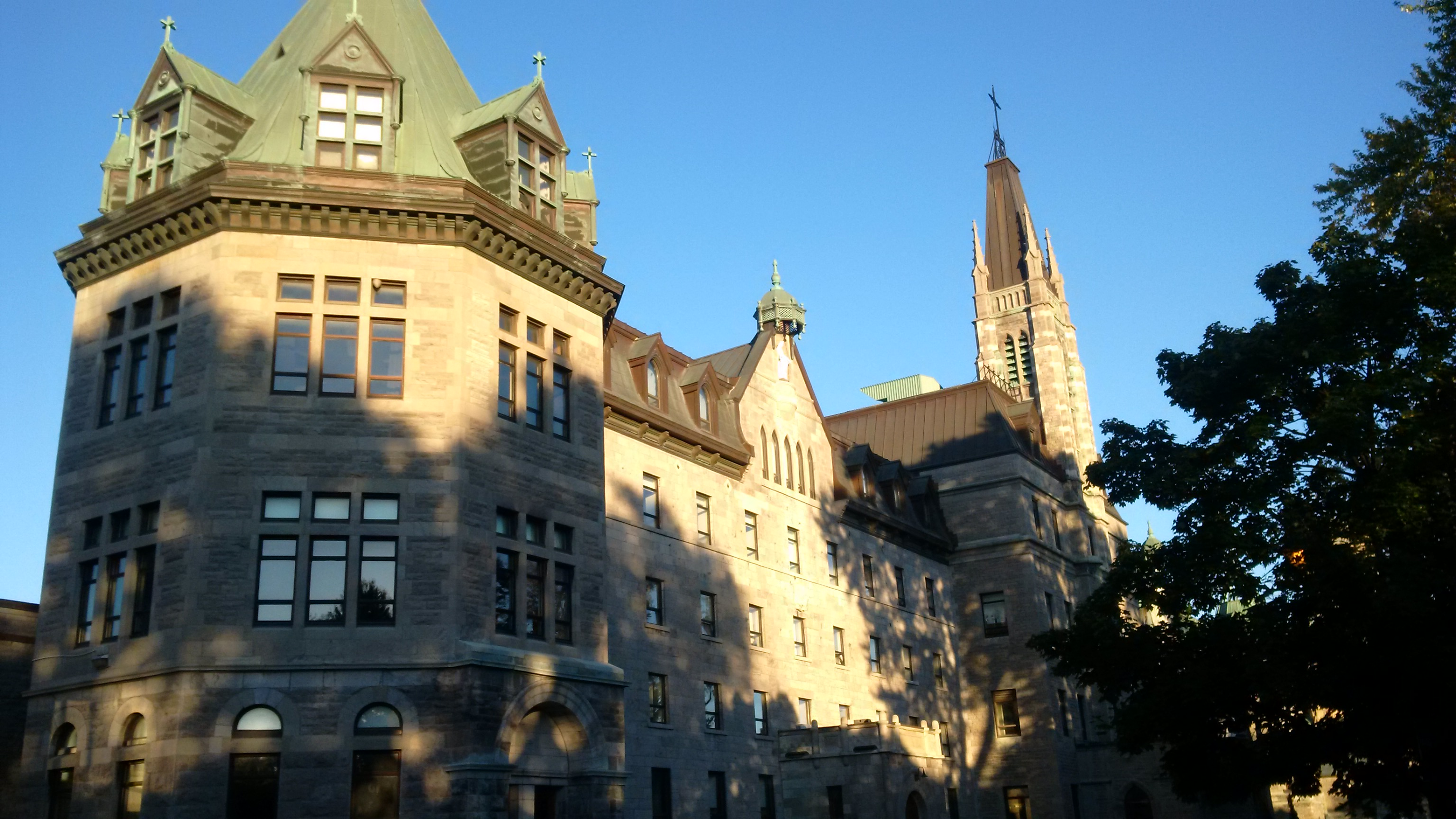
蒙特利爾Cégep de Saint-Laurent

CEGEP（英語：/seɪˈʒɛp/say-ZHEP 或 /ˈsiːdʒɛp/ SEE-jep；法語發音：[seʒɛp]；或寫作cégep, CÉGEP或cegep）是由政府資助提供技术、学术、职业或者綜合課程的專上學院，為魁北克省教育系统独有。CEGEP名稱源於法语，意指「普通與職業教育學院」。  
魁北克公私立專上學院一律俗稱為CEGEP，然而正式上CEGEP只指公立學院。公私立學院在魁北克的功能性質相同。相比初级学院或社区学院，CEGEP不同之处在于其頒發之專上文憑（或, DEC）為魁北克大學入學要求，以成年学生身份入學（須為19歲以上且符合其他入學要求）之學生除外。正常情況下，魁北克学生不能以中學文憑報讀大學，因而必須取得DEC以報讀大學。學生如果在其他省或其他國家取得中學文憑，或在魁北克部份英语私立学校修讀12年级課程，則可在沒有DEC的情况下報讀大學。 
CEGEP提供兩種課程：大學預科課程以及技術課程。預科課程通常為期兩年。由於魁北克中學和本科學位比加拿大其他地方各短一年，預科課程因而填补中学和本科学位之间的差距。技术课程通常为期三年，課程設有與職業相關專修，畢業後能立即投入就業。視乎大學要求，持有技术课程DEC文凭的学生可以继续在大学接受高等教育。
分設專上教育程度的目的是使魁北克的高等教育更為普及，以及确保学生能在大学教育之前在學術上有適當準備。 專上學院分為公立资助以及私立，其中公立CEGEP收取很少甚至無須学费。
作为安静革命的产物，CEGEP系統最初於1967年由魁北克省政府開始推行，當時設有12所CEGEP。現今，魁北克省設有48所CEGEP，其中5个以英语授課。 此外亦設有專上教育中心（Centre d'études collégiales），是与CEGEP非常相似的小型公立高等教育学院。此類中心通常是CEGEP轄下獨立運作的校舍，例如隸屬Cégep de Saint-Félicien的Centre d'études collégiales à Chibougamau。

## 历史

### 創立
CEGEP制度由第一任教育部长Paul Gérin-Lajoie於1967年創立。在1963至1966年之間，皇家魁北克教育調查委員會發表報告，指出法裔加拿大人在高等教育面對的入學困難和歧視，以及其教育不足問題，因而推出相關法案。在此改革之前，法裔加拿大人相較於英裔加拿大人，需要多二至三年時間進入大學。此外，城市居民接受高等教育的机会远大于农村居民。而且当时高等教育設有不同類型學校，如护士学校、师范学校、古典学院等。
為了統一魁北克的教育系统，CEGEP制度因而成立。 CEGEP的创新之一是将大学预科课程和职业课程整合在同一机构内，由现有学校合并而成，在全省实施。CEGEP制度擔當高中和大学之间以及高中和就业市场之间的過渡，亦改善了进入大学或就业市场的机会。
最初於1967年9月開校的12所CEGEP包括（按英文字母顺序）： 
1. Cégep de l'Abitibi-Témiscamingue（英语）
2. Collège Ahuntsic（英语）
3. Cégep de Chicoutimi（英语）
4. Collège Édouard-Montpetit（英语）
5. Cégep de Jonquière（英语）
6. Cégep Limoilou（英语）
7. Collège Lionel-Groulx（英语）
8. Collège de Maisonneuve（英语）
9. Cégep de l'Outaouais（英语）
10. Cégep de Rimouski（英语）
11. Cégep de Sainte-Foy（英语）
12. Collège de Valleyfield（英语）

### 罗比亞改革
1993年，罗比亞改革開始修訂部分教育部所指定的課程。這些課程經過重新評估，以應對勞工市場的需求。此改革亦將策略性教學、能力本位教育以及設計綜合課程，入列為教師的責任。專上教育評估委員會成立，負責檢視學校規劃，要求學校提高合格率以換取撥款。

## 教育路径
打算继续接受高等教育的魁北克学生必须在入读魁北克大学之前先至學院就读（即 CEGEP）。在魁北克接受一般教育课程的学生完成六年小学教育後（1 至 6 年级），接著是五年中学（称为7 至 11 年级或中 1 至中 5）。比較起來，魁北克学生在开始接受高等教育之前，比其他北美学生少上了一个年级，在 11 年级而不是 12 年级完成高中。 CEGEP 课程通常为期两年，但某些为期三年的技术课程除外；後者的课程通常是为那些希望进入技术行业的人准备的。成功完成 CEGEP 后，大多数省内面向魁北克学生的本科课程为期三年；因此，魁北克学生从小学到学士学位的总学习年限与北美其他学生相同。例如，完成 CEGEP 文凭的魁北克学生将在第一年开始为期 3 年的魁北克大学课程，而完成 12 年教育的外省学生将從第 0 年(U0)开始同样的魁北克大学课程。 相反地，拥有CEGEP文凭的学生通常也可以进入外省大学就读，在这种情况下，外省大学会將CEGEP文憑等同於2年制學院文凭（副学士学位），或授予一年的免修學分. CEGEP 级别的一些高级课程可能被评估为等同于大学的入门课程。
对于打算在魁北克以外完成大专学习的学生，有三种选择。首先，魁北克的几所中学为希望直接进入省外高等教育课程的学生开设了专门课程。在这些情况下，学生可以在提供此选项的高中学习一年的课程，以满足他们申请的教育机构的 12 年级要求。 其次，学生可以在转入省外大学之前完成一年的 CEGEP 课程，以便能從省外专上学位的第一年开始就讀。例如，希望就读安大略大学的学生可以在完成一年的 CEGEP課程後等同於在安大略省完成 12 年级教育的普通申请人進行申请。第三，完成两年 CEGEP 的学生可以申请进入魁北克以外的大专院校，并獲得一年的免修學分資格。

## 課程項目
大多数（但不是所有）學院提供两种类型的课程：大学预科课程和技术课程。大学预科课程需要两年时间才能完成，而技术课程需要三年时间。这些课程共享一个核心課表，其中包括 14 门课程：四门第一语言和两门第二语言课程（英语或法语）、三门人文课程（在法语 CEGEP中為哲学）、三门体育课程和两门补充课程（与学习項目無關的選修課程）。

### 大学预科课程
大学预科课程为期两年。它涵盖了包括大致对应于加拿大其他地方的高中最後一年的課程，以及对应于依照所选领域（科学、人文、商业或艺术）而在大学一年级学习的课程。完成学业后，省政府颁发大学学习文凭(DCS) 或 DEC (  ）。
然后，学生准备在 3 年内完成魁北克大学的本科课程，相較於在魁北克以外的大學 4 年教育。拥有 DEC 的学生选择在加拿大其他省份或国外上大学者，能夠跳过第一年并以二年级学生的身份进入大学，或者在第一年获得免修学分或额外学分。所接受的额外学分数量由每所大学自行决定。实际上，大多数大学确实接受魁北克大学学分，但鉴于魁北克与其他省份之间教育体系结构的差异，最多只能接受到一年的額外學分。

### 技職課程
魁北克大学还为希望从事技术職業的学生提供为期三年的技术课程。 与大学预科课程不同，这些课程不是为大学做准备，尽管這並不對技術課程的学生上大学造成任何阻礙。技職課程也可銜接至 DEC。此类技職课程的例子包括工业电機、建筑技术、护理、建筑工程技术、计算机科学和戏剧。尽管这些课程也可以銜接至大学教育，但它们的目的是在畢業后立即就业。
學院也提供成人继续教育课程。其中许多课程能获得學院证书（學院学习证明（ACS），  （法語） : Attestation d'études collégiales — AEC )，类似于 DEC，但不包括核心课程。该证书由学院的继续教育部门颁发，而文凭则由魁北克教育、娱乐和体育部（后更名为教育和高等教育部， （法語）Ministère de l'Éducation et de l'Enseignement Supérieur頒發。
此外，全省三十一个“技术转移中心”中的大多数已由CEGEPs建立。在这些中心裡，進行著與業內夥伴一起，關於特定领域的应用研究。

## 语言
学生可以参加法语或英语的 CEGEP。法语 CEGEP 的数量明显地要多于英语；只有五所公立學院（加上几所私立學院）是英语，其余都是法语授課。英语 CEGEP 在移民和讲英语的魁北克人中特别受欢迎。作为回应，魁北克政府正在限制他们的入学人数，尽管有人担心他们将成为精英机构，使得魁北克人将越来越多地在省外寻求高等教育。